# Пятая авеню — 53-я улица (линия Куинс-бульвара, Ай-эн-ди)
| Верхний ярус |
| \| \| \| \|  |
|              |
|              |

|  |
|  |

| Нижний ярус |
| \| \| \| \| |
|             |
|             |

|  |
|  |

| Верхний ярус |
| \| \| \| \|  |
|              |
|              |

|  |
|  |

| Нижний ярус |
| \| \| \| \| |
|             |
|             |

|  |
|  |

«Пятая авеню — 53-я улица» (англ. Fifth Avenue/53rd Street) — станция Нью-Йоркского метрополитена, расположенная на линии Куинс-бульвара, Ай-эн-ди. Станция находится в Манхэттене, в округе Мидтаун, на пересечении 5-й авеню с 53-й улицей. На станции останавливаются маршруты E (круглосуточно) и M (в будни днём и вечером).
Станция двухуровневая, открыта 19 августа 1933 года в составе первой очереди линии IND Queens Boulevard Line. Оба уровня идентичны по строению: каждый из них состоит из одного пути и одной боковой платформы, с южной от него стороны. На верхнем уровне останавливаются поезда, следующие в Нижний Манхэттен, на нижнем — в сторону Квинса. Верхний уровень расположен на глубине 18 метров, нижний — 24 метра под землёй, оба уровня вместе образуют тоннель круглого сечения. Связь платформ между собой обеспечивают многочисленные лестницы.
Станция имеет три выхода. Основной выход, работающий круглые сутки, расположен с западного конца платформ. Турникеты расположены в подземном переходе. Оттуда ведут две лестницы к перекрестку 5-й авеню с 53-й улицей. Второй выход, который приводит в подземный торговый пассаж 666 Fifth Avenue. Третий выход открыт только в определённые промежутки времени. Он расположен с восточного конца платформ и приводит к перекрестку Мадисон-авеню c 53-й улицей. Через этот же выход осуществляется доступ в вышеупомянутый подземный торговый центр. Так как станция расположена глубоко, то все выходы снабжены эскалаторами.
К западу от станции пути на каждом уровне разделяются. Линия Куинс-бульвара продолжается прямо (маршрут E). Ответвляющиеся пути поворачивают на юг, следуя под 6-й авеню и образуя линию Шестой авеню (маршрут M).

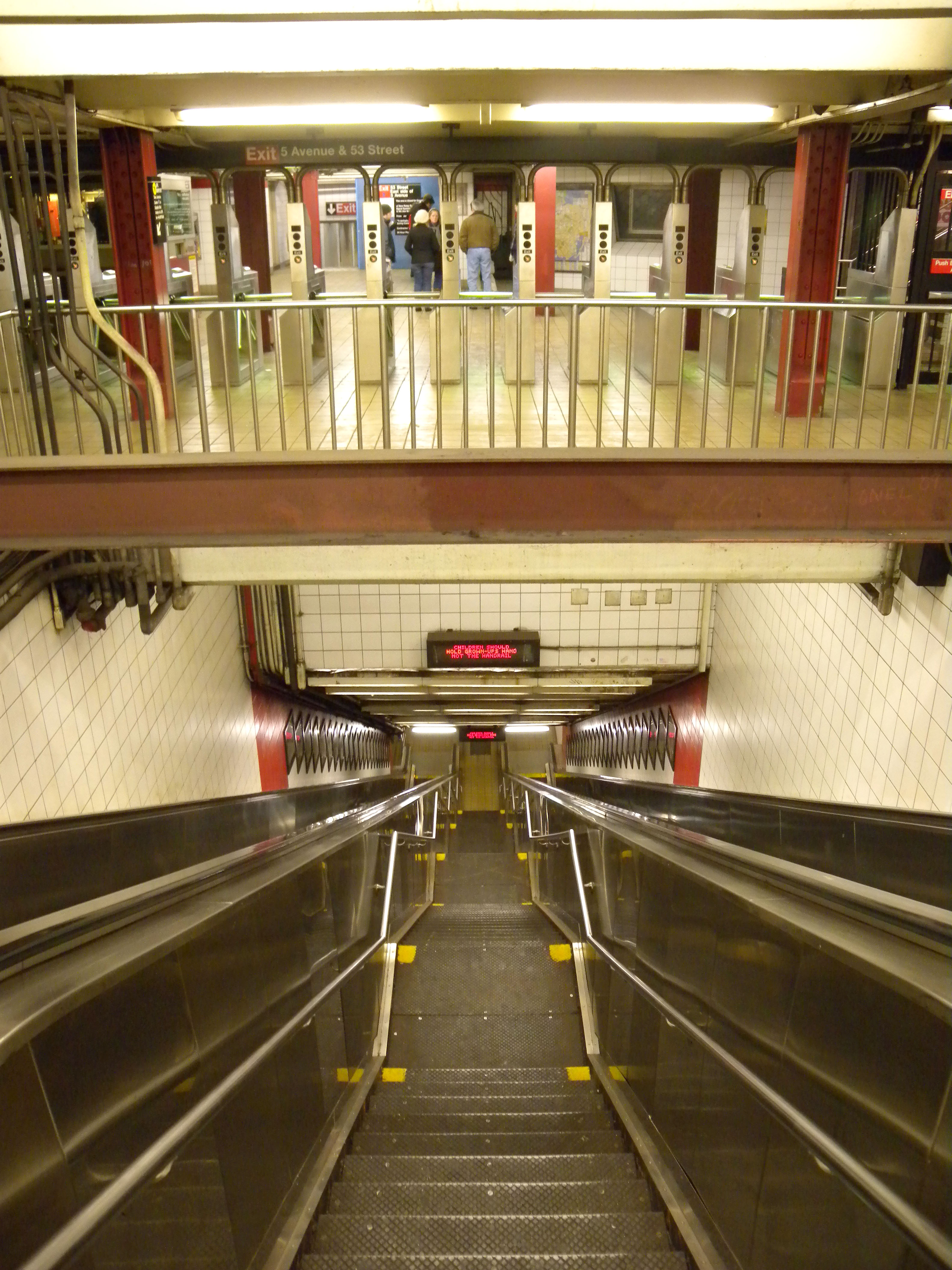
Длинная лестница и эскалаторы на нижний уровень платформ
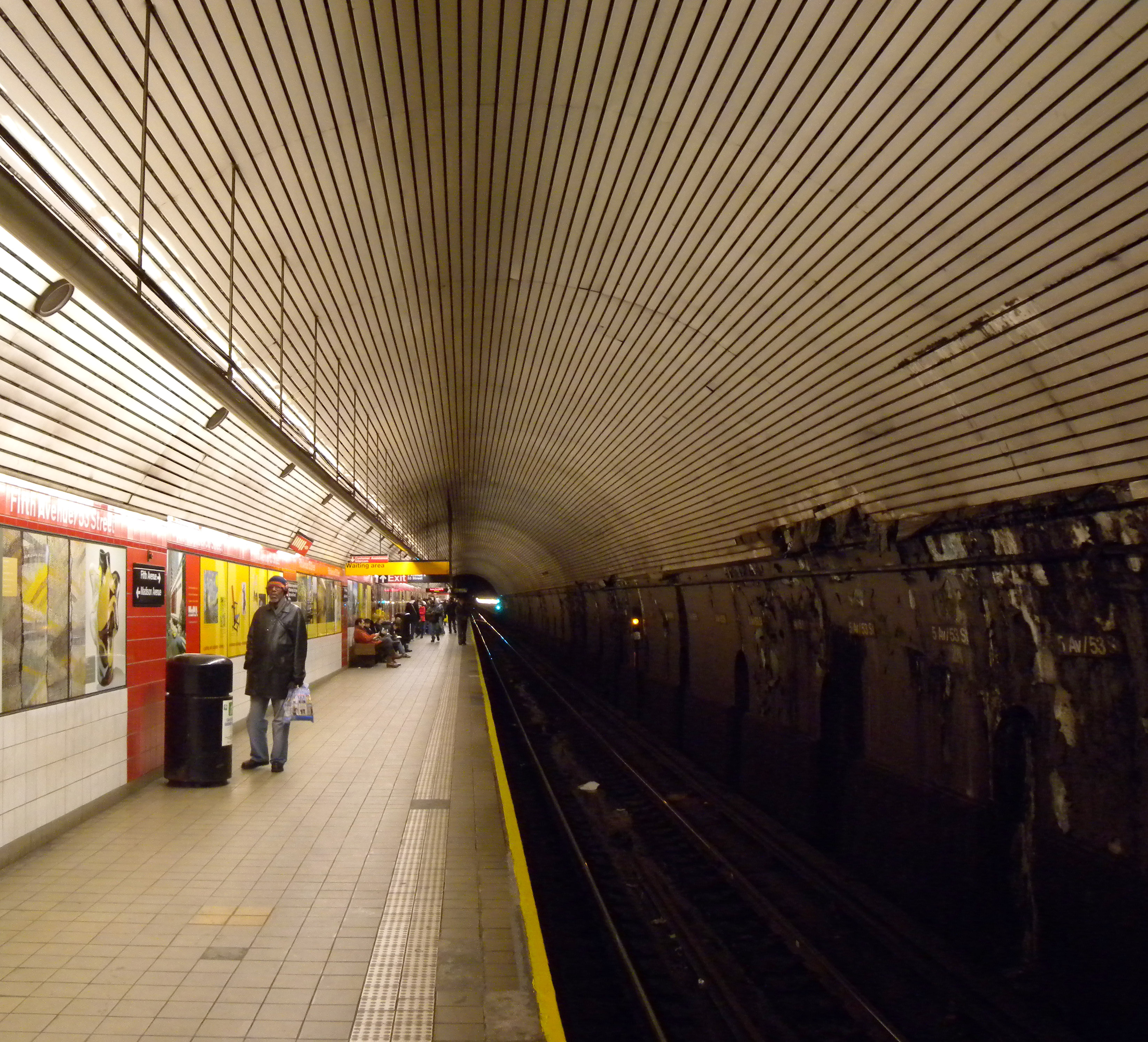
Верхний уровень платформ